# Geschichte der Systematik der Nagetiere
|  | Dieser Artikel wurde aufgrund von formalen oder inhaltlichen Mängeln in der Qualitätssicherung Biologie zur Verbesserung eingetragen. Dies geschieht, um die Qualität der Biologie-Artikel auf ein akzeptables Niveau zu bringen. Bitte hilf mit, diesen Artikel zu verbessern! Artikel, die nicht signifikant verbessert werden, können gegebenenfalls gelöscht werden. Lies dazu auch die näheren Informationen in den Mindestanforderungen an Biologie-Artikel. |

## Systema Naturae

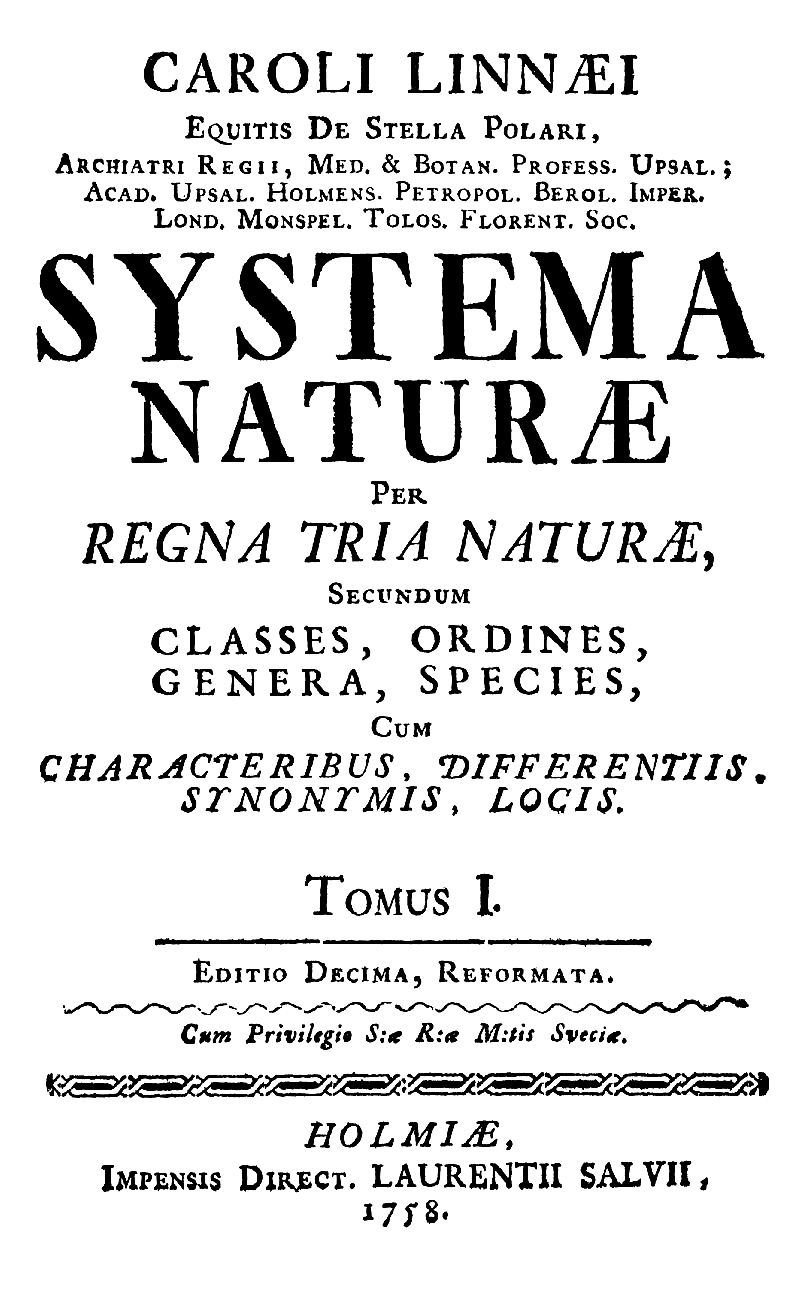
In der Systema Naturae führte Carl von Linné 1758 die Ordnung Glires ein.

Carl von Linné fasste in seiner Systema Naturae alle Nagetiere einschließlich der Hasenartigen in der Ordnung Glires („Bilche“; von latein glis „Bilch“) zusammen. Die Ordnung war in mehrere Gattungen unterteilt. In der ersten Ausgabe von 1735 enthielt sie neben Hystrix, Lepus, Sciurus, Castor und Mus noch die Gattung Sorex und beinhaltete damit auch Spitzmäuse. In der zweiten Ausgabe von 1740 wurden diese wieder entfernt, dafür wurden in der sechsten Ausgabe von 1748 die Beutelratten als Gattung Didelphis hinzugefügt.
In der zehnten Ausgabe von 1758 benutzte Linné die von ihm schon seit 1753 für Pflanzen verwendete zweiteilige Schreibweise erstmals auch für die Benennung von Tierarten.
Er entfernte die Beutelratten wieder und fügte stattdessen mit der Gattung Rhinoceros die Nashörner hinzu.
Die Anzahl der Gattungen betrug nun sechs, die 36 Arten waren überwiegend in Europa beheimatet:
- Rhinoceros: zwei Arten der Nashörner
- Hystrix: Stachelschweine (das Stachelschwein (H. cristata), das Kurzschwanzstachelschwein (H. brachyura) und der Quastenstachler (H. macroura)) sowie Baumstachler (der Greifstachler (H. prehensilis) und der Urson (H. dorsata))
- Lepus: vier Arten der Hasenartigen
- Castor: der Biber (C. fiber) und der mit den Nagetieren nicht verwandte Russische Desman (C. moschatus)
- Mus: Mäuseartige (die Hausmaus (M. musculus), die Waldmaus (M. sylvaticus), die Streifengrasmaus (M. striatus), die Hausratte (M. rattus), die Wühlmaus (M. terrestris und M. amphibius), der Berglemming (M. lemmus) und der Feldhamster (M. cricetus)), Springmäuse (die Wüstenspringmaus (M. jaculus)),  Meerschweinchenverwandte (das Meerschweinchen (M. porcellus) und das Aguti (M. leporinus)), Bilche (die Haselmaus (M. avellanarius)), einige Hörnchen (das Alpenmurmeltier (M. marmota), das Waldmurmeltier (M. monax) und das Neuweltliche Gleithörnchen (M. volans)) sowie die nicht zuordenbare Art Mus longipes
- Sciurus: alle weiteren Hörnchen (das Eichhörnchen (S. vulgaris), amerikanische Eichhörnchen (das Fuchshörnchen; S. niger und S. cinereus), das Europäische Gleithörnchen (S. volans), das Atlashörnchen (S. getulus), das Streifen-Backenhörnchen (S. striatus) und die nicht zuordenbare Art Sciurus flavus)

In der zwölften Ausgabe von 1766 entfernte Linné die Nashörner wieder. Dafür nahm er mit der Gattung Noctilio einen Teil der Fledermäuse auf.
Auch das Fingertier wurde bei seiner Erstbeschreibung durch Johann Friedrich Gmelin 1788 in der 13. Ausgabe auf Grund seiner nachwachsenden Schneidezähne als Sciurus madagascariensis zu den Glires gestellt.

## Rodentia und Lagomorpha

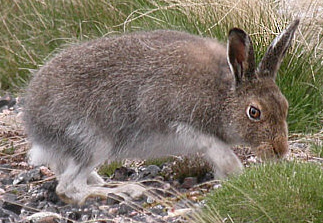
Auch Hasenartige wie der Schneehase wurden ursprünglich bei den Nagetieren eingeordnet.

Felix Vicq d’Azyr verwendete 1792 für die Nagetiere einschließlich der Hasenartigen die Bezeichnung Rodentes („Nager“; von latein. rodere „nagen“).
Letztere fasste Johann Karl Wilhelm Illiger 1811 als Duplicidentata („Doppelzähner“; von latein. duplicis „doppelt“ und dens „Zahn“) innerhalb der Nagetiere im Rang einer Familie zusammen.
Georges Cuvier unterteilte die Ordnung „Rongeurs“ („Nager“; von franz. ronger „nagen“) 1817 in
- Nagetiere mit Schlüsselbein („Rongeurs à clavicules“) einschließlich des Fingertiers und
- Nagetiere ohne Schlüsselbein („Rongeurs san clavicules“) einschließlich der Hasenartigen.

Schon ein Jahr zuvor hatte er die heutzutage als nomen oblitum geltenden Bezeichnungen Claviculata und Non-Claviculata für die beiden Gruppen verwendet.
Auch John Edward Gray ordnete 1821 seiner Ordnung Rosores neben Nagetieren die Hasenartigen und das Fingertier zu.
Die Bezeichnung Rodentia geht zurück auf Thomas Edward Bowdich, der Nagetiere und Hasenartige 1821 als zusammengehörig erkannte und deren Merkmale beschrieb.

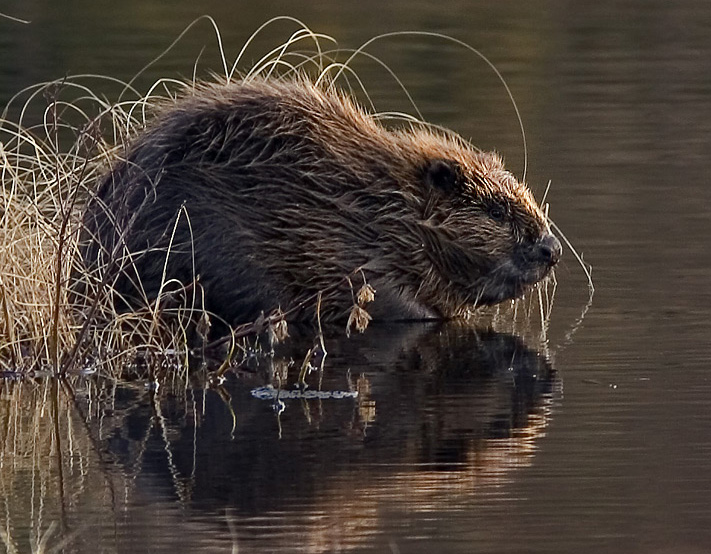
Biber wurden bald mit den Hörnchen als Sciuromorpha zusammengefasst.

George Robert Waterhouse beschrieb 1839 unterschiedliche Ausprägungen bei der Kaumuskulatur der Nagetiere.
Darauf aufbauend spaltete Johann Friedrich von Brandt 1855 die Nagetiere in die Ordnungen
- Sciuromorpha („Hörnchenartige“; von altgriech. σκιά skia „Schatten, Umriss“, ούρα oura „Schwanz, Schweif“ und μορφή morphē „Gestalt, Form“),
- Myomorpha („Mäuseartige“; von altgriech. μυς mys „Maus“) mit Mäuseartigen, Springmäusen, Bilchen und Taschennagern,
- Hystrichomorpha („Stachelschweinartige“; von altgriech. ύστριξ ystrix „Stachelschwein“) sowie
- Lagomorpha („Hasenartige“; von altgriech. λαγώς/λαγός lagōs/lagos „Hase“).

Auch nach der Veröffentlichung von Charles Darwins The Origin of Species (Die Entstehung der Arten) 1859 wurde diese Aufteilung beibehalten. So unterteilte Ernst Haeckel 1866 und 1868 seine Ordnung Rodentia („Nagethiere“) in die Unterordnungen Sciuromorpha, Myomorpha, Hystrichomorpha und Lagomorpha. Das Chiromys madagascariensis genannte „Fingerthier“ betrachtete er als Übergangsform zwischen Halbaffen und den davon abstammenden Nagetieren und die Sciuromorpha („Eichhornartige“) als diesem am nächsten stehend.

## Simplicidentata und Hystricognathi
Die von Wilhelm Lilljeborg 1866 eingeführte Bezeichnung Simplicidentati („Einfachzähner“; von latein. simplicis „einfach“ und dens „Zahn“) übernahm Edward R. Alston 1876 und teilte die Ordnung Glires daraufhin nach ihren Nagezähnen in
- die Unterordnung Simplicidentata (Nagetiere – ohne Hasenartige) bestehend aus den Sektionen
  - Sciuromorpha (mit Hörnchen, Stummelschwanzhörnchen und Bibern)
  - Myomorpha (mit Mäuseartigen, Springmäusen und Taschennagern) und
  - Hystricomorpha (mit Stachelschweinen und Meerschweinchenverwandten) sowie
- die Unterordnung Duplicidentata (Hasenartige).[15]

Auch William Henry Flower teilte 1883 seine Ordnung Rodentia in diese beiden Unterordnungen.
Max Schlosser verwendete 1884 die heutzutage als nomen oblitum geltenden Bezeichnungen Pliodonta für Hasenartige und Miodonta für Nagetiere und Haeckel stellte 1895 die Hasenartigen als Palarodentia den Nagetieren gegenüber.
Tycho Tullberg berücksichtigte 1899 zusätzlich zur Kaumuskulatur noch die Struktur des Unterkiefers und unterteilte die Unterordnung Simplicidentati in die zwei Tribus
- Sciurognathi („mit Hörnchenkiefer“; von altgriech. skia „Schatten“, oura „Schwanz“ und gnathos „Kiefer“) mit den Untertribus Sciuromorphi und Myomorphi sowie
- Hystricognathi („mit Stachelschweinkiefer“; von altgriech. hystrix „Stachelschwein“) mit den Untertribus Bathyergomorphi und Hystrichomorphi.

Auch Max Wilhelm Weber stellte 1904 die Simplicidentata als Unterordnung auf.
Die Unterteilung in Simplicidentata und Duplicidentata findet sich auch bei William King Gregory 1910 der die Ordnung Glires einem Taxon Rodentia zuordnete.
Auf Webers Ergebnissen basiert auch die von Richard Lydekker 1911 in der Encyclopædia Britannica veröffentlichte Systematik der Nagetiere (Ordnung Rodentia oder Glires):
- Unterordnung Simplicidentata

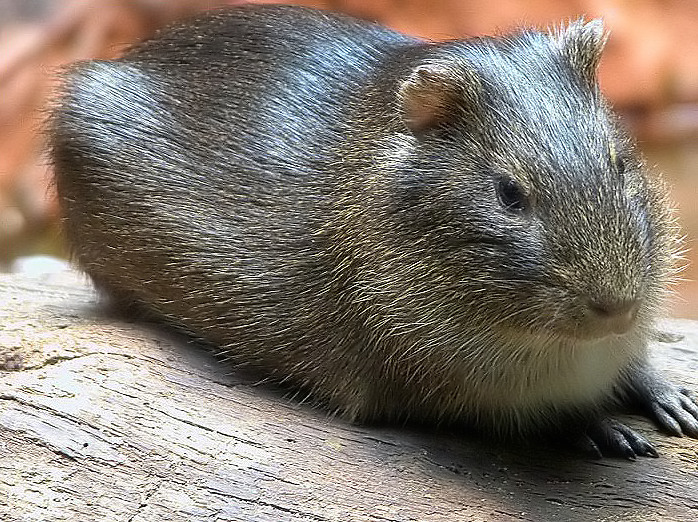
Später wurden Stachelschweinverwandte wie das Gemeine Meerschweinchen den übrigen Nagetieren als Hystricognathi gegenübergestellt.

  - Stummelschwanzhörnchen (Haplodontoidea)
  - Hörnchen (Sciuroidea)
  - Biber (Castoroidea)
  - Taschenratten und Taschenmäuse (Taschennager, Geomyoidea)
  - Dornschwanzhörnchen und Springhasen (Dornschwanzhörnchenartige, Anomaluroidea)
  - Bilche (Myoxidea) einschließlich Stachelbilche
  - Springmäuse (Dipodoidea)
  - Mäuseartige (Myoidea)
  - Sandgräber (Bathyergoidea)
  - Stachelschweinverwandte (Hystricoidea) einschließlich Kammfinger
- Unterordnung Hasenartige (Duplicidentata)

## Hasenartige sind keine Nagetiere
James Williams Gidley stellte 1912 Nagetiere und Hasenartige erstmals in die separaten Ordnungen Rodentia und Lagomorpha. Er hielt beide Gruppen für nicht näher miteinander verwandt und vermutete stattdessen eine Verwandtschaft zwischen Hasenartigen und Paarhufern. Dabei stützte er sich auf äußerliche Ähnlichkeiten mit einigen Paarhufern aus dem Känozoikum, der Art die Nahrung zu kauen sowie Ähnlichkeiten bei der Struktur der Knöchel.

## Meerschweinchen sind Nagetiere

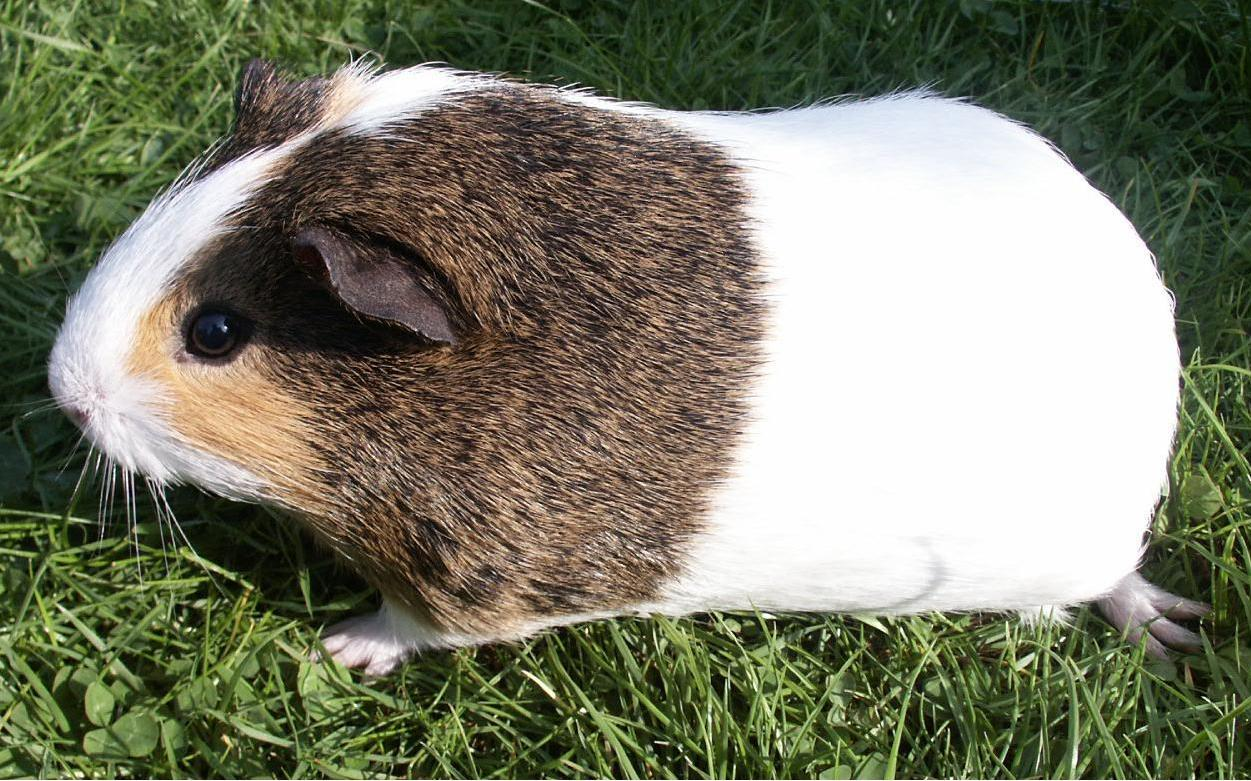
Das Meerschweinchen besitzt einige Besonderheiten im Vergleich zu anderen Säugetieren.

In der provokatorischen Veröffentlichung Is the Guinea-Pig a Rodent? („Ist das Meerschweinchen ein Nagetier?“) stellten Dan Graur, Winston A. Hide und Wen-Hsiung Li im Juni 1991 in der Zeitschrift Nature die Hypothese auf, dass die Meerschweinchenverwandten nicht verwandt mit den Mäuseverwandten seien und die Nagetiere keine monophyletische Gruppe bilden. Die Meerschweinchenverwandten hätten sich vor den Primaten und Paarhufern von den Mäuseverwandten getrennt und sie (oder auch die Stachelschweinverwandten im Ganzen) seien in den Rang einer Ordnung zu heben.
Gestützt wurde dies durch phylogenetische Untersuchungen mittels Sequenzanalyse nach der Maximum-Parsimony-Methode von bekannten Daten der Aminosäuresequenz von 15 Proteinen.
Die drei verwiesen auch auf schon früher festgestellte morphologische und molekulare Besonderheiten des Meerschweinchens im Vergleich zu anderen Höheren Säugetieren. So unterscheide sich sein Insulin in anabolischen und das Wachstum unterstützenden Aktivitäten und seiner Fähigkeit Hexamere zu bilden von dem anderer Säugetiere.
Da sich nach anderen Untersuchungen die Mäuseverwandten schon früher von den Raubtieren, Hasenartigen, Paarhufern und Primaten abspalteten als sich diese voneinander trennten, hielten die drei auch eine frühe Abspaltung der Meerschweinchenverwandten innerhalb der Höheren Säugetiere für möglich.
Graur, Hide und Li bestätigten im April 1992 zusammen mit Andrey Zharkikh und im Mai/Juni 1992 zusammen mit Zharkikh und Din-Pow Ma auf der Basis von 18 Proteinsequenzen die Hypothese einer wahrscheinlichen Polyphylie der Nagetiere. Demnach hätten sich die Meerschweinchenverwandten innerhalb der Höheren Säugetiere schon früh abgespalten, nämlich bevor sich Mäuseverwandte, Hasenartige, Primaten, Fledertiere, Paarhufer und Raubtiere voneinander trennten. Auch die Kammfinger schienen sich früher von den Mäuseverwandten getrennt zu haben als Primaten und Paarhufer, seien aber nicht die älteste Seitenlinie der Nagetiere.
Masami Hasegawa, Ying Cao, Jun Adachi und Taka-aki Yano hielten im Februar 1992 diese Hypothese auf Grund von Untersuchungen nach der Maximum-Likelihood-Methode für nicht gerechtfertigt.
Li, Hide und Graur behaupteten dagegen im September 1992, dass auch Untersuchungen nach dieser Methode die Polyphylie der Nagetiere unterstützen.
W. Patrick Luckett und Jean-Louis Hartenberger widersprachen im Juni 1993 der Hypothese. Ihre Untersuchung der Morphologie und Entwicklung von Schädel, Gebiss, postkranialem Skelett und fötalen Membranen bestätigten die traditionell angenommene Monophylie der Nagetiere und das Schwestergruppenverhältnis mit den Hasenartigen. Auch ihre Bewertung bekannter molekularer Daten liefere keine bis wenig Unterstützung für die Hypothese. Das Meerschweinchen unterscheide sich in vielen Proteinen zwar deutlich von anderen Stachelschweinverwandten, doch sei die vorgebrachte Hypothese vielmehr das Ergebnis einer ungeeigneten Auswahl der Sequenzdaten.
[...]